# Quercus pacifica
Quercus pacifica là một loài thực vật có hoa trong họ Cử. Loài này được Nixon & C.H.Müll. miêu tả khoa học đầu tiên năm 1994.

## Hình ảnh

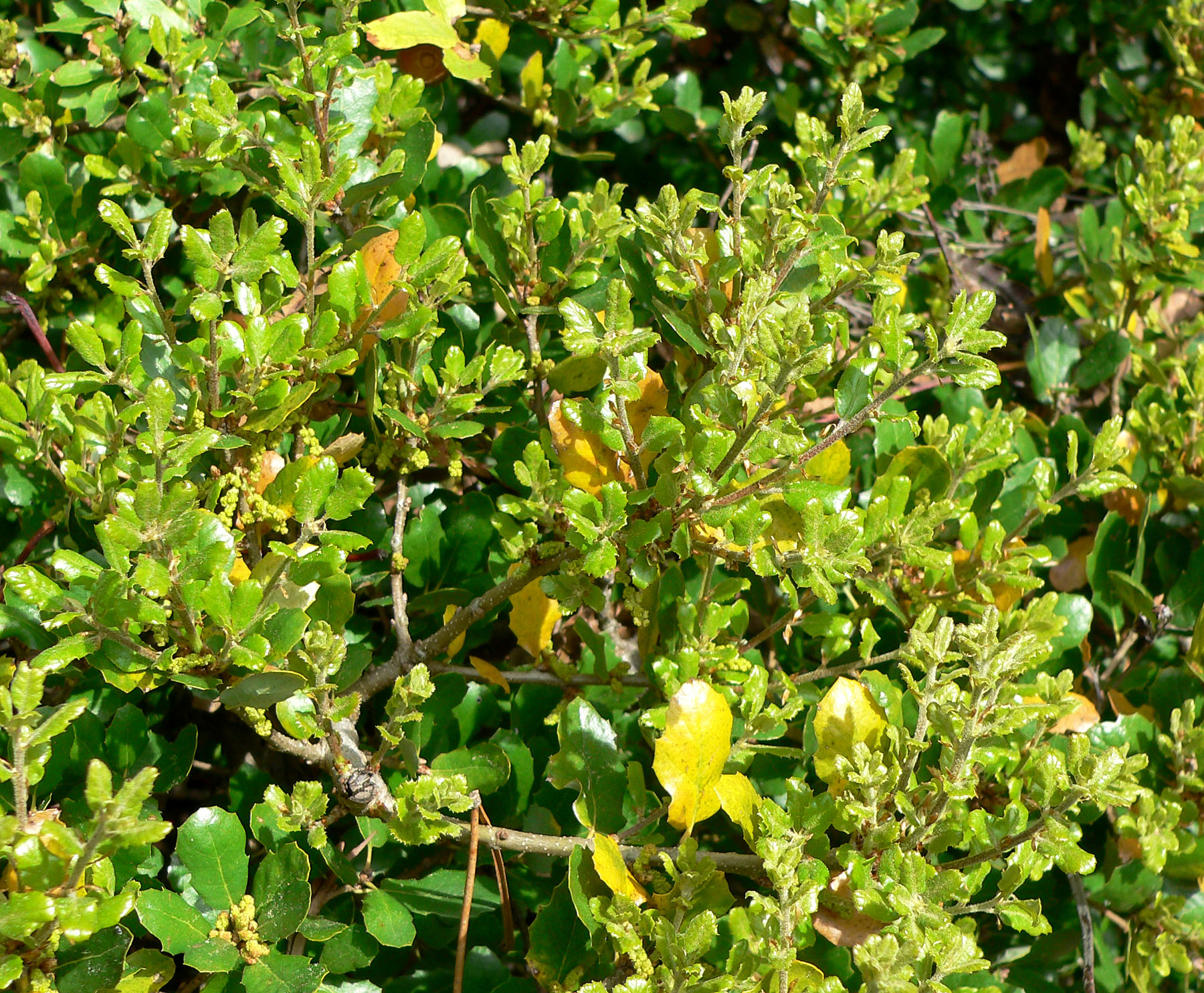
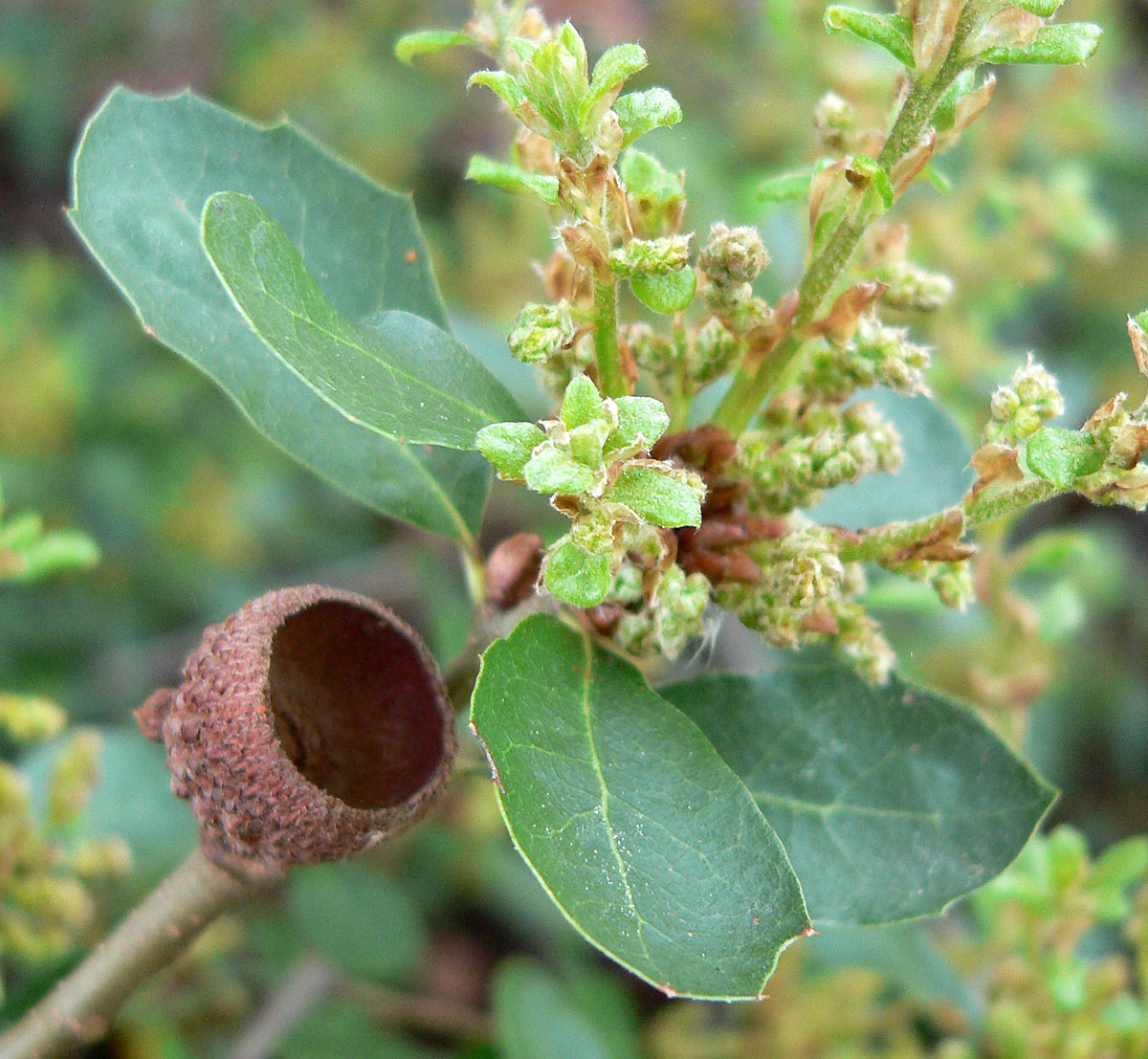
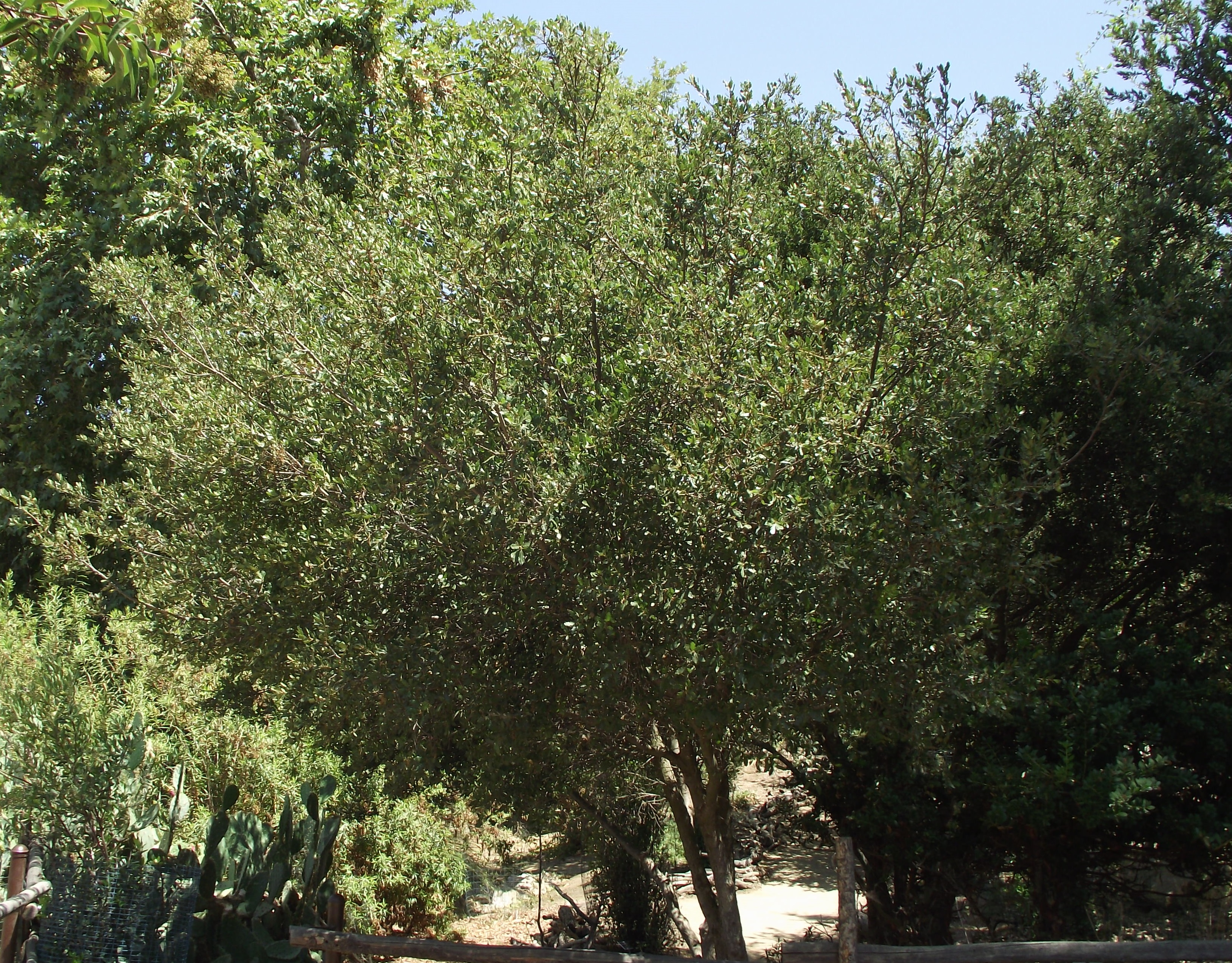